# 1983 na televisão
Nesta página encontram-se os fatos, estreias e términos sobre televisão que aconteceram durante o ano de 1983.

## Eventos

### Janeiro
- 3 de janeiro
  - A Rede Globo implanta os padrões de telejornalismo local Bom Dia Praça e Praça TV em suas emissoras próprias e afiliadas.
  - Na Rede Globo, o Jornal Nacional ganha novo cenário, vinheta de abertura e grafismos.

### Março
- 20 de março — Na Rede Globo, o Vídeo Show ganha novas vinhetas de abertura e grafismos.

### Abril
- 25 de abril — Na Rede Globo, o Jornal da Globo ganha novo cenário, vinheta de abertura e grafismos.

### Maio
- 31 de maio — É inaugurada a TVS Jaú, emissora própria do SBT em Jaú, São Paulo.

### Junho
- 5 de junho — Entra no ar, a Rede Manchete, com 3 emissoras próprias e uma afiliada, a TV Pampa de Porto Alegre, Rio Grande do Sul. Em sua programação inaugural, a emissora exibe o programa especial O Mundo Mágico e em seguida o filme Contatos Imediatos do Terceiro Grau.
- 11 de junho — O SBT exibe a 30.ª edição do Miss Brasil.

### Agosto
- 7 de agosto — Na Rede Globo, o Fantástico ganha nova vinheta de abertura, cenário e grafismos.

### Setembro
- 18 de setembro — Na Rede Globo, o Fantástico ganha nova vinheta de abertura, cenário e grafismos.

### Outubro
- 1.º de outubro — As emissoras componentes da Rede Brasil Sul de Comunicações nos estados do Rio Grande do Sul e Santa Catarina passam a adotar o nome RBS TV.[1]

## Programas

### Brasil

#### Janeiro
- 2 de janeiro — Termina Balança Mas Não Cai na Rede Globo.
- 3 de janeiro
  - Estreia Bom Dia Brasil na Rede Globo.
  - Reestreia Plumas e Paetês no Vale a Pena Ver de Novo na Rede Globo.
  - Estreia Moinhos de Vento na Rede Globo.
- 7 de janeiro
  - Termina A Filha do Silêncio na Rede Bandeirantes.
  - Termina Moinhos de Vento na Rede Globo.
- 10 de janeiro
  - Termina Conflito no SBT.
  - Estreia Bandidos da Falange na Rede Globo.
- 12 de janeiro — Estreia Sombras do Passado no SBT.
- 17 de janeiro — Reestreia O Espantalho no SBT.
- 22 de janeiro — Termina Os Ricos Também Choram no SBT.
- 24 de janeiro — Estreia Cristina Bazán no SBT.
- 25 de janeiro — Estreia Desprezo no SBT.

#### Fevereiro
- 4 de fevereiro — Termina Bandidos da Falange na Rede Globo.
- 16 de fevereiro — Estreia Parabéns pra Você na Rede Globo.

#### Março
- 4 de março
  - Termina Globo Cor Especial na Rede Globo.
  - Termina Parabéns pra Você na Rede Globo.
- 6 de março — Estreia A Festa É Nossa na Rede Globo.
- 7 de março — Estreia Balão Mágico na Rede Globo.
- 11 de março — Estreia Fábrica do Som na TV Cultura.
- 13 de março
  - Estreia Cometa Loucura na Rede Globo.
  - Estreia Mário Fofoca na Rede Globo.
- 18 de março — Reestreia Aplauso na Rede Globo.
- 19 de março — Termina Sol de Verão na Rede Globo.
- 20 de março — Estreia Vídeo Show na Rede Globo.
- 21 de março
  - Termina O Espantalho no SBT.
  - Estreia Acorrentada no SBT.
- 23 de março — Termina Sombras do Passado no SBT.
- 25 de março — Estreia A Ponte do Amor no SBT.
- 26 de março — Termina Paraíso na Rede Globo.
- 28 de março — Estreia Pão-Pão, Beijo-Beijo na Rede Globo.

#### Abril
- 4 de abril — Estreia Sabor de Mel na Rede Bandeirantes.
- 11 de abril — Estreia Louco Amor na Rede Globo.
- 30 de abril — Termina a primeira fase do Esporte Espetacular na Rede Globo.

#### Maio
- 6 de maio — Termina Campeão na Rede Bandeirantes.
- 9 de maio
  - Estreia Braço de Ferro na Rede Bandeirantes.
  - Estreia Maçã do Amor na Rede Bandeirantes.
- 19 de maio — Estreia A Justiça de Deus no SBT.
- 21 de maio
  - Termina Acorrentada no SBT.
  - Termina A Ponte do Amor no SBT.
- 25 de maio — Estreia Pecado de Amor no SBT.

#### Junho
- 3 de junho
  - Termina Final Feliz na Rede Globo.
  - Termina Mário Fofoca na Rede Globo.
- 6 de junho
  - Estreia Clube da Criança na Rede Manchete.
  - Estreia Jornal da Manchete na Rede Manchete.
  - Estreia Manchete Esportiva na Rede Manchete.
  - Estreia Guerra dos Sexos na Rede Globo.
  - Estreia Conexão Internacional na Rede Manchete.
  - Estreia Conexão Nacional na Rede Manchete.
  - Estreia Bar Academia na Rede Manchete.
  - Estreia Um Toque de Classe na Rede Manchete.
  - Estreia Persona na Rede Manchete.
  - Estreia Concertos de Ópera na Rede Manchete.
- 26 de junho — Estreia Programa de Domingo na Rede Manchete.

#### Julho
- 3 de julho — Estreia Domingo Bingo na Rede Globo.
- 4 de julho — Reestreia Os Ricos Também Choram no SBT.
- 10 de julho — Termina Cometa Loucura na Rede Globo.
- 17 de julho — Termina Domingo Bingo na Rede Globo.
- 22 de julho — Termina Sabor de Mel na Rede Bandeirantes.
- 23 de julho
  - Termina Cristina Bazán no SBT.
  - Termina Pecado de Amor no SBT.
- 25 de julho
  - Estreia Amor Cigano no SBT.
  - Estreia Razão de Viver no SBT.
- 30 de julho
  - Termina Braço de Ferro na Rede Bandeirantes.
  - Termina A Justiça de Deus no SBT.

#### Agosto
- 1.º de agosto
  - Reestreia Os Imigrantes na Rede Bandeirantes.
  - Estreia O Anjo Maldito no SBT.
- 22 de agosto
  - Reestreia A Força do Amor no SBT.
  - Reestreia Destino no SBT.
- 31 de agosto — Termina Desprezo no SBT.

#### Setembro
- 2 de setembro — Termina Plumas e Paetês no Vale a Pena Ver de Novo na Rede Globo.
- 5 de setembro — Reestreia Pecado Rasgado no Vale a Pena Ver de Novo na Rede Globo.
- 8 de setembro — Termina Maçã do Amor na Rede Bandeirantes.
- 9 de setembro — Termina Os Imigrantes na Rede Bandeirantes.
- 19 de setembro
  - Estreia O Direito de Nascer no SBT.
  - Estreia Casa de Irene na Rede Bandeirantes.
  - Estreia Eu Prometo na Rede Globo.
- 20 de setembro — Termina Razão de Viver no SBT.
- 24 de setembro — Termina Almoço com as Estrelas no SBT.
- 26 de setembro — Reestreia A Leoa no SBT.

#### Outubro
- 7 de outubro — Termina Pão-Pão, Beijo-Beijo na Rede Globo.
- 10 de outubro — Estreia Voltei pra Você na Rede Globo.
- 18 de outubro — Termina Aplauso na Rede Globo.
- 21 de outubro — Termina Louco Amor na Rede Globo.
- 24 de outubro — Estreia Champagne na Rede Globo.

#### Novembro
- 12 de novembro
  - Termina Amor Cigano no SBT.
  - Termina O Anjo Maldito no SBT.
- 14 de novembro — Estreia Vida Roubada no SBT.
- 18 de novembro — Termina Destino no SBT.

#### Dezembro
- 2 de dezembro — Termina A Força do Amor no SBT.
- 4 de dezembro — Estreia Show do Esporte na Rede Bandeirantes.
- 5 de dezembro — Reestreia Sombras do Passado no SBT.
- 9 de dezembro — Termina Os Ricos Também Choram no SBT.
- 12 de dezembro — Reestreia Desprezo no SBT.
- 19 de dezembro — Estreia Esporte Total na Rede Bandeirantes.
- 23 de dezembro — A Rede Globo exibe o Roberto Carlos Especial.

### Portugal

#### Abril
- 4 de abril — Estreia Origens na RTP 1.

#### Setembro
- 20 de setembro — Termina Origens na RTP 1.

## Nascimentos
| Data            | Nome                      | Profissão                                                    | Nacionalidade  | Observações | Ref |
| --------------- | ------------------------- | ------------------------------------------------------------ | -------------- | ----------- | --- |
| 5 de janeiro    | Júlia Almeida             | atriz                                                        | Brasil         |             |     |
| 18 de janeiro   | Cláudia Semedo            | atriz, radialista, dobradora                                 | Portugal       |             |     |
| 28 de janeiro   | Sandy                     | cantora e atriz                                              | Brasil         |             |     |
| 18 de fevereiro | Priscila Fantin           | atriz                                                        | Brasil         |             |     |
| 19 de fevereiro | Mika Nakashima            | cantora, modelo e atriz                                      | Japão          |             |     |
| 21 de fevereiro | Eoin Macken               | ator                                                         | Irlanda        |             |     |
| 23 de fevereiro | Jonathan Haagensen        | ator                                                         | Brasil         |             |     |
| 9 de março      | Maite Perroni             | atriz e cantora                                              | México         |             |     |
| 11 de março     | Maria Eduarda de Carvalho | atriz                                                        | Brasil         |             |     |
| 29 de março     | Vanessa Giácomo           | atriz                                                        | Brasil         |             |     |
| 1.º de abril    | Matt Lanter               | ator                                                         | Estados Unidos |             |     |
| 9 de abril      | Maria Helena Chira        | atriz e produtora teatral                                    | Brasil         |             |     |
| 11 de Abril     | Maria Eduarda de Carvalho | atriz                                                        | Brasil         |             |     |
| 16 de abril     | Sabrina Petraglia         | atriz                                                        | Brasil         |             |     |
| 19 de abril     | Ryan Merriman             | ator                                                         | Estados Unidos |             |     |
| 5 de maio       | Henry Cavill              | ator                                                         | Reino Unido    |             |     |
| 5 de maio       | Samuel de Assis           | ator                                                         | Brasil         |             |     |
| 14 de maio      | Anahí                     | atriz e cantora                                              | México         |             |     |
| 17 de maio      | Duda Nagle                | ator                                                         | Brasil         |             |     |
| 30 de maio      | Jennifer Ellison          | atriz                                                        | Reino Unido    |             |     |
| 6 de junho      | Margarida Vila-Nova       | atriz                                                        | Portugal       |             |     |
| 18 de junho     | Ludmila Dayer             | atriz e apresentadora                                        | Brasil         |             |     |
| 20 de junho     | Lívia Andrade             | apresentadora e atriz                                        | Brasil         |             |     |
| 23 de junho     | Julianne Trevisol         | atriz                                                        | Brasil         |             |     |
| 23 de junho     | Luisa Micheletti          | VJ e atriz                                                   | Brasil         |             |     |
| 3 de julho      | Valéria Almeida           | apresentadora e jornalista                                   | Brasil         |             |     |
| 27 de julho     | Andréia Horta             | atriz                                                        | Brasil         |             |     |
| 7 de agosto     | Christian Chávez          | ator e cantor                                                | México         |             |     |
| 11 de agosto    | Tatá Werneck              | atriz, humorista, apresentadora, repórter, musicista e ex-VJ | Brasil         |             |     |
| 23 de agosto    | Camila Rodrigues          | atriz                                                        | Brasil         |             |     |
| 31 de agosto    | Maria Flor                | atriz                                                        | Brasil         |             |     |
| 31 de agosto    | Fernanda Nobre            | atriz                                                        | Brasil         |             |     |
| 8 de outubro    | Lee Sang-hee              | atriz                                                        | Coreia do Sul  |             |     |
| 10 de outubro   | Dandara Guerra            | atriz                                                        | Brasil         |             |     |
| 11 de outubro   | Daniel Zukerman           | comediante                                                   | Brasil         |             |     |
| 18 de outubro   | Tatyane Goulart           | atriz                                                        | Brasil         |             |     |
| 21 de outubro   | Felipe Chammas            | ator                                                         | Brasil         |             |     |
| 24 de outubro   | Adrienne Bailon           | atriz e cantora                                              | Estados Unidos |             |     |
| 28 de outubro   | Guilherme Boury           | ator                                                         | Brasil         |             |     |
| 26 de novembro  | Sheron Menezzes           | atriz                                                        | Brasil         |             |     |
| 26 de novembro  | Alexandre Slaviero        | empresário, ator e músico                                    | Brasil         |             |     |
| 14 de dezembro  | Igor Rickli               | ator                                                         | Brasil         |             |     |

## Mortes
| Data            | Nome                              | Profissão     | Nacionalidade  | Observações | Ref   |
| --------------- | --------------------------------- | ------------- | -------------- | ----------- | ----- |
| 20 de fevereiro | Jardel Filho                      | ator          | Brasil         | n. 1927     | [ 2 ] |
| 30 de junho     | Augusto Laurindo Ribeiro de Pinho | jornalista    | Brasil         | n. 1943     |       |
| 3 de agosto     | Carolyn Jones                     | atriz         | Estados Unidos | n. 1930     | [ 3 ] |
| 23 de setembro  | Elísio de Albuquerque             | ator          | Brasil         | n. 1920     |       |
| 23 de setembro  | Angelo Antônio                    | ator e cantor | Brasil         | n. 1939     |       |
| 16 de novembro  | Janete Clair                      | telenovelista | Brasil         | n. 1925     | [ 4 ] |